# John Trumbull

Deklarace nezávislosti, Výbor pěti složený z otců zakladatelů předkládá návrh deklarace Kongresu (obraz z roku 1819)

John Trumbull (6. června 1756 Lebanon – 10. listopadu 1843 New York) byl americký umělec z období americké války za nezávislost, pozoruhodný svými historickými obrazy. Byl nazýván Malíř revoluce. Trumbullův obraz Deklarace nezávislosti z roku 1817 je jedním z jeho čtyř obrazů, které visí v Kapitolu Spojených států amerických a byl použit na zadní straně pamětní dvoudolarové bankovky.

## Životopis
John Trumbull se narodil v městě Lebanon v Connecticutu v roce 1756 Jonathanovi Trumbullovi a Faith (rozené Robinson) Trumbull. Jeho otec byl v letech 1769 až 1784 guvernérem státu Connecticut. Obě strany jeho rodiny byly mezi prvními puritánskými osadníky ve státě. Měl dva starší bratry, Josepha Trumbulla, prvního generálního komisaře Kontinentální armády během americké revoluce. Jeho bratr Jonathan Trumbull ml. (26. března 1740 – 7. srpna 1809) pracoval ve státní správě a v roce 1788 byl mluvčím Bílého domu. Ve věku 15 let, v roce 1771, mladý John Trumbull nastoupil na Harvard College. Promoval v roce 1773. Kvůli nehodě v dětském věku utrpěl ztrátu zraku na jedno oko. To mohlo ovlivnit jeho detailní obrazový styl.

## Válečná léta
Jako voják v americké revoluční válce prokázal Trumbull v Bostonu armádě zvláštní službu nakreslením plánů britských a amerických linií a postavení děl. Byl svědkem bitvy o Bunker Hill. Byl jmenován druhým osobním pobočníkem generála George Washingtona a v červnu 1776 zástupcem generálního pobočníka generála Horatia Gatese. Z armády vystoupil v roce 1777 po sporu s armádou. Když v roce 1780 zůstal bez prostředků, vrátil se k umění jako profesi. Odcestoval do Londýna, kde ho Benjamin Franklin představil Benjaminu Westovi, u kterého následně Trumbull studoval. Na Westův popud Trumbull maloval malé obrázky války za nezávislost USA a miniaturní portréty. Za život jich namaloval asi 250. Dne 23. září 1780 byl britský agent major John André zajat kontinentálními vojsky v Severní Americe; 2. října 1780 byl pověšen za špionáž. Poté, co zpráva dorazila do Velké Británie, vyvolala velké rozhořčení a Trumbull byl zatčen jako důstojník kontinentální armády podobné hodnosti jako André. Byl vězněn sedm měsíců v londýnském vězení Tothill Fields Bridewell.
Poté, co byl Trumbull propuštěn, se vrátil do Spojených států. Plavba trvala šest měsíců, až do ledna 1782. Připojil se ke svému bratru Davidovi a během zimy 1782 až 1783 pracoval v zásobování armády v New Windsoru v New Yorku.

## Poválečná léta

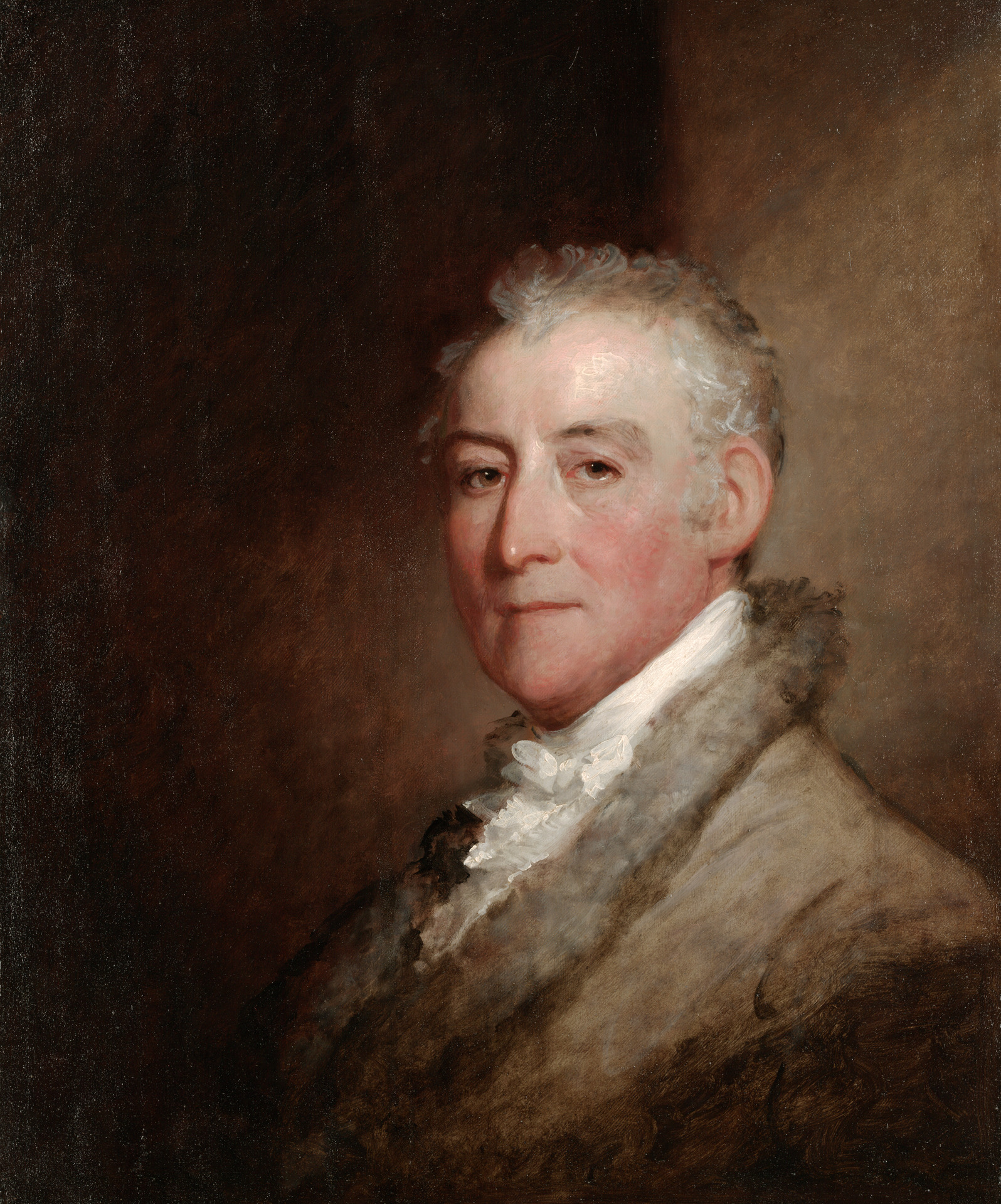
John Trumbull, malíř Gilbert Stuart, 1818

V roce 1784, po britském uznání nezávislosti Spojených států, se Trumbull vrátil do Londýna, aby zde pokračoval ve studiu u Westa. Během práce v jeho ateliéru Trumbull namaloval obraz Battle of Bunker Hill a Death of General Montgomery in the Attack on Quebec. Obě díla jsou nyní v galerii Yale University Art Gallery.
V červenci 1786 odjel Trumbull do Paříže, kde vytvořil náčrty portrétů francouzských důstojníků pro obraz Surrender of Lord Cornwallis (Kapitulace lorda Cornwallise). S pomocí Thomase Jeffersona, tehdy sloužícího jako americký vyslanec ve Francii, začal Trumbull pracovat na obraze Deklarace nezávislosti. Během následujících 5 let namaloval Trumbull malé portréty signatářů, které později použil k sestavení většího obrazu. Pokud signatář mezitím zemřel, byl zkopírován předchozí portrét, jako tomu bylo v případě Arthura Middletona, jehož portrét je na obraze. Při návštěvě u každého signatáře nebo jejich rodiny Trumbull vždy sháněl finanční prostředky a využíval této příležitosti k prodeji předplatného na rytiny, které byly vyrobeny podle jeho obrazů americké revoluce.
Během pobytu v Paříži Trumbulla pravděpodobně Thomas Jefferson představil italské malířce Marii Cosway. Stali se celoživotními blízkými přáteli. Trumbullův obraz Thomase Jeffersona, objednaný Marií Cosway, se stal všeobecně známým díky pozdější reprodukci rytiny, kterou podle obrazu vytvořil Asher Brown Durand. Trumbullův obraz Deklarace nezávislosti byl zakoupen Kongresem Spojených států, spolu s obrazy Surrender of General Burgoyne (Kapitulace generála Burgoyna), Surrender of Lord Cornwallis a obrazem General George Washington Resigning His Commission (Rezignace generála George Washingtona), všechny tyto obrazy souvisejí s revolucí. Nyní (2019) všechny visí v americkém Kapitolu. Kongres údajně povolil pouze prostředky dostatečné k nákupu těchto čtyř obrazů. John Trumbull dokončil několik dalších obrazů souvisejících s revolucí:
- The Death of General Warren at the Battle of Bunker's Hill, 17. června 1775
- The Death of General Montgomery in the Attack on Quebec, 31. prosince 1775
- The Capture of the Hessians at Trenton, 26. prosince 1776
- The Death of General Mercer at the Battle of Princeton, 3. ledna 1777
- Washington at Verplanck's Point
- George Washington, 1790
- The Sortie Made by the Garrison of Gibraltar, 1789.[4]

## Střední léta

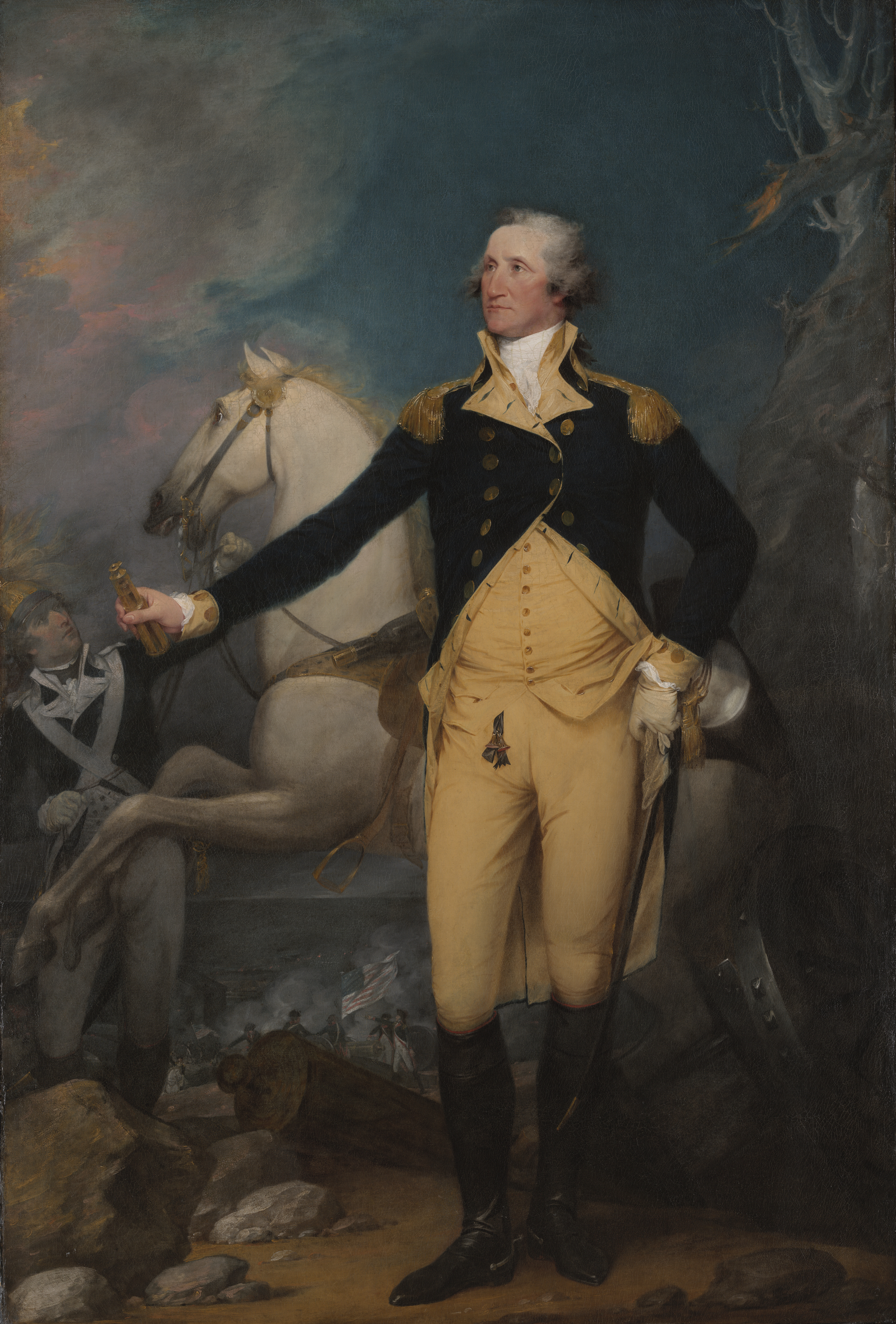
Generál George Washington v Trentonu, olej na plátně, 1792. Galerie umění Yale University Art Gallery.

Pro Trumbulla nastaly těžké časy, nedokázal své obrazy prodávat samostatně. V roce 1831 prodal Yale University sérii 28 obrazů a 60 miniaturních portrétů za roční rentu 1 000 amerických dolarů. Po mnoha letech, kdy se snažil za své malby získat příjem, konečně našel způsob, jak se udržet ve svém umění. Toto je zdaleka největší sbírka jeho děl. Sbírka byla původně umístěna v neoklasicistní umělecké galerii, kterou navrhl Trumbull v Old Campus na universitě Yale pro obrazy své i jiných umělců.
Mezi jeho slavné portréty patří obraz General Washington (1790) a George Clinton (1791), nyní na radnici v New Yorku. New York také koupil jeho obraz Alexander Hamilton (1805, tvář z tohoto portrétu na desetidolarové bankovce) a obraz John Jay. V roce 1791 se Trumbull stal členem Americké akademie umění a věd. Namaloval také portrét druhého amerického prezidenta, obraz John Adams (1797), Jonathan Trumbull a Rufus King (1800); portrét ředitele univerzity Yale Timothy Dwighta a amerického politika Stephena Van Rensselaera, oba obrazy jsou dnes na Yale. Dva obrazy Alexandera Hamiltona (jeden v Metropolitan Museum of Art a druhý v Muzeu výtvarného umění v Bostonu, oba obrazy vznikly podle busty italského sochaře Giuseppeho Ceracchiho. Autoportrét (1833), portrét celé postavy George Washingtona, dnes v Charlestonu v Jižní Karolíně; obraz celé postavy Washingtona v uniformě General George Washington at Trenton, (1792, v Yale); a portréty prezidenta Washingtona a jeho manželky (1794) v National Museum of American History (Národním muzeu americké historie) ve Washingtonu, D.C.
Podle obrazů Trumbulla maloval Gilbert Stuart a mnoho dalších.
V roce 1794 Trumbull jednal jako sekretář Johna Jaye v Londýně během vyjednávání smlouvy s Velkou Británií. Smlouva urovnala hraniční spory s Kanadou a umožnila export bavlny. V roce 1796 byl jmenován pátým členem komise pověřené prováděním sedmého článku Jayské smlouvy, který zprostředkovával nároky amerických a britských obchodníků a opoziční vlády vyplývající americko-britské války. (Smlouva zvaná „Jay Treaty“ je smlouva mezi Spojenými státy a Velkou Británií z roku 1795, která odvrátila další válku a dořešila zbývající problémy Pařížské smlouvy z roku 1783 ukončující americkou revoluční válku) a umožnila deset let mírového obchodu mezi Spojenými státy a Británií uprostřed francouzských revolučních válek. Krátce po ukončení své služby v této komisi odjel Trumbull do Stuttgartu, aby si vyzvedl dokončenou rytinu obrazu Battle of Bunker's Hill. Na zpáteční cestě projížděl Paříží a odeslal depeši o aféře XYZ Affair.

## Pozdní léta

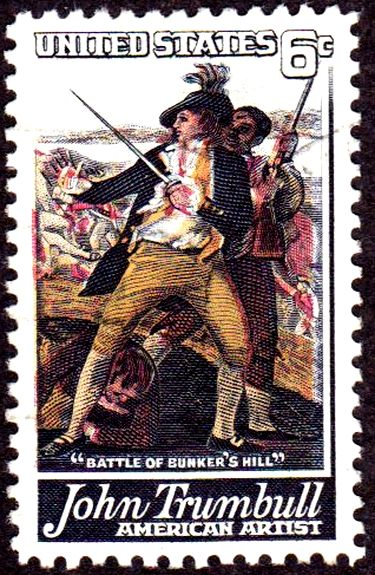
Poštovní známka s motivem z obrazu Johna Trumbulla Smrt generála Warrena v bitvě na Bunker Hill, 1968

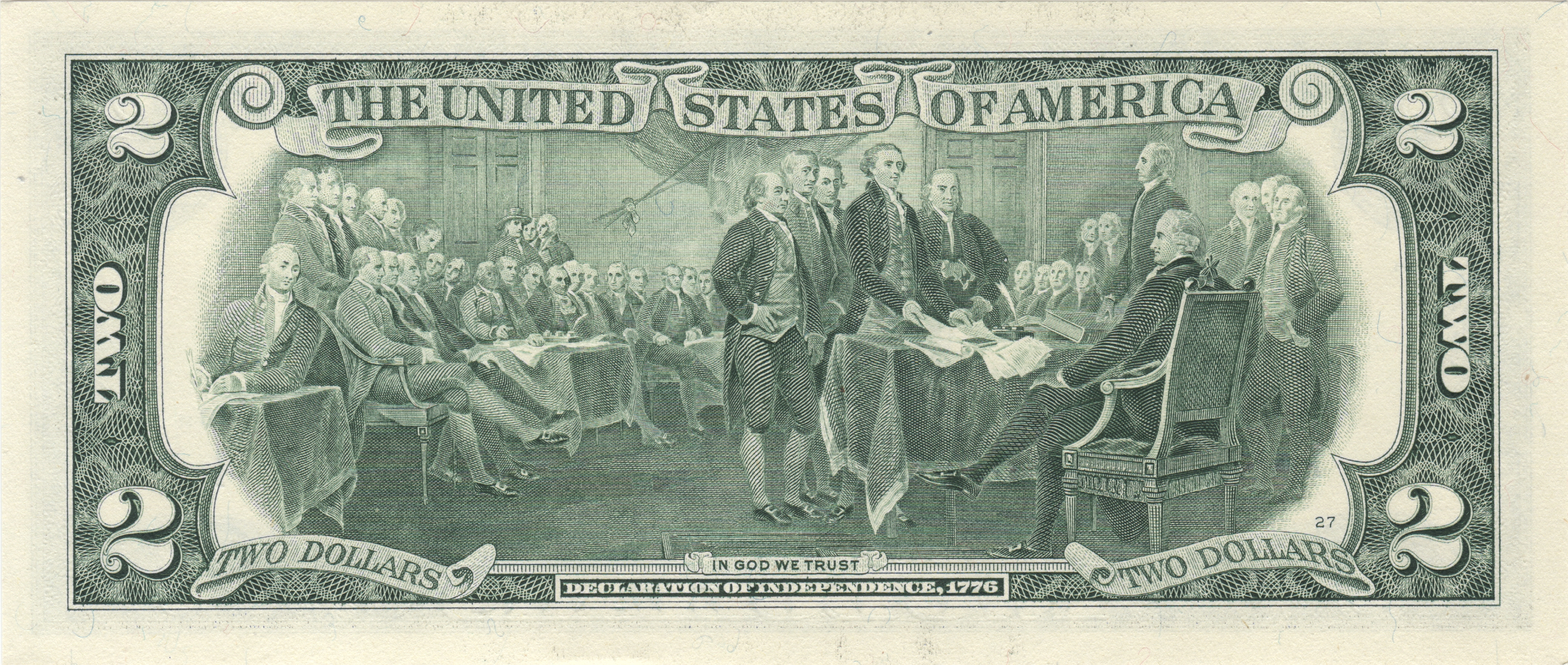
Revers americké dvoudolarové bankovky, podle obrazu Johna Trumbulla Deklarace nezávislosti, 1976

Trumbull byl jmenován prezidentem American Academy of the Fine Arts (Americké akademie výtvarných umění) v New Yorku a v této funkci pracoval dvacet let, od roku 1816 do roku 1836. Trumbull zdůrazňoval klasické tradice a nevycházel se studenty. Zároveň se zhoršovaly jeho malířské schopnosti. V roce 1825 mnoho studentů akademii opustilo a založilo National Academy of Design. Americká akademie se nedokázala přizpůsobovat měnícímu se vkusu a v roce 1839 byla uzavřena poté, co oheň zničil její sbírky.
Trumbull napsal autobiografii, kterou publikoval v roce 1841. Zemřel v New Yorku ve věku 87 let 10. listopadu 1843.

### Odkaz a pocty
Trumbull byl původně pohřben (spolu se svou ženou) pod galerií umění na Yale University, kterou navrhl. V roce 1867 byla sbírka jeho děl přesunuta do budovy Street Hall na Yalu, postavené v roce 1864. Z těchto důvodů byly přeneseny také ostatky jeho i jeho manželky. Galerie Trumbull byla později zbourána.
- Rok 1965, rodný dům Johna Trumbulla v Lebanonu v Connecticutu byl prohlášen za národní historickou památku.
- Rok 1968, na počest Johna Trumbulla byla vydána pamětní poštovní známka.
- Rok 1976, vydána dvoudolarová bankovka s motivem z obrazu Deklarace nezávislosti.

## Obrazy
- The Death of General Warren at the Battle of Bunker's Hill, 17. června 1775
- The Death of General Montgomery in the Attack on Quebec, 31. prosince 1775
- Declaration of Independence (Deklarace nezávislosti)
- The Capture of the Hessians at Trenton, 26. prosince 1776
- The Death of General Mercer at the Battle of Princeton, 3. ledna 1777
- The Surrender of General Burgoyne at Saratoga
- The Surrender of Cornwallis at Yorktown
- General George Washington Resigning His Commission
- Portrét George Washington a John Adams
- The Death of Aemilius Paullus at the Battle of Cannae
- The Sortie Made by the Garrison of Gibraltar
- Autoportrét
- Portrét Josiaha Bartletta
- Jonathan Trumbull, Jr. (1740–1809) with Mrs. Trumbull (Eunice Backus) (1749–1826) and Faith Trumbull (1769–1846)

## Galerie

### Obrazy historických událostí

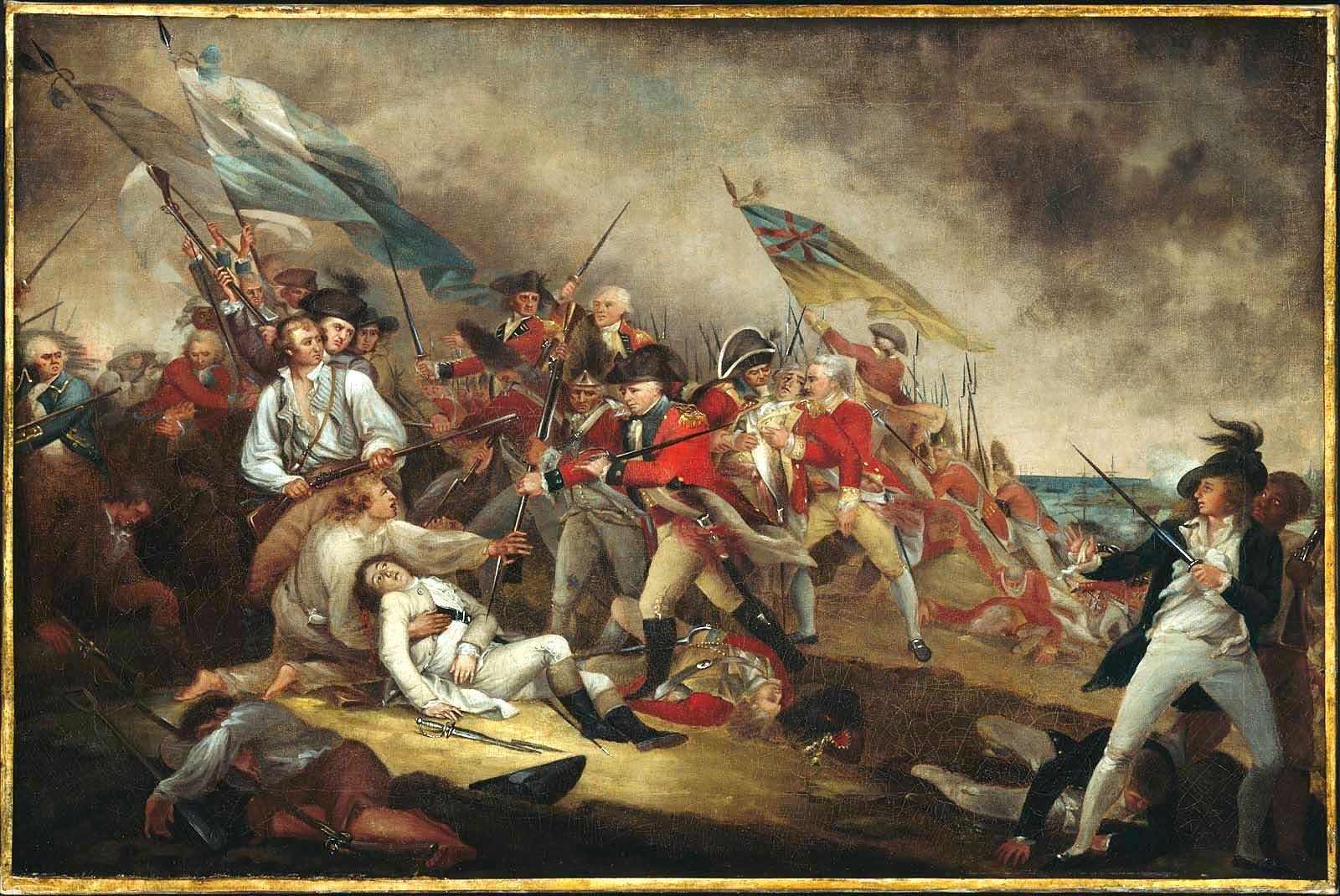
The Death of General Warren at the Battle of Bunker's Hill (Smrt generála Warrena v bitvě na Bunker Hill), událost 17. června 1775, malováno 1786
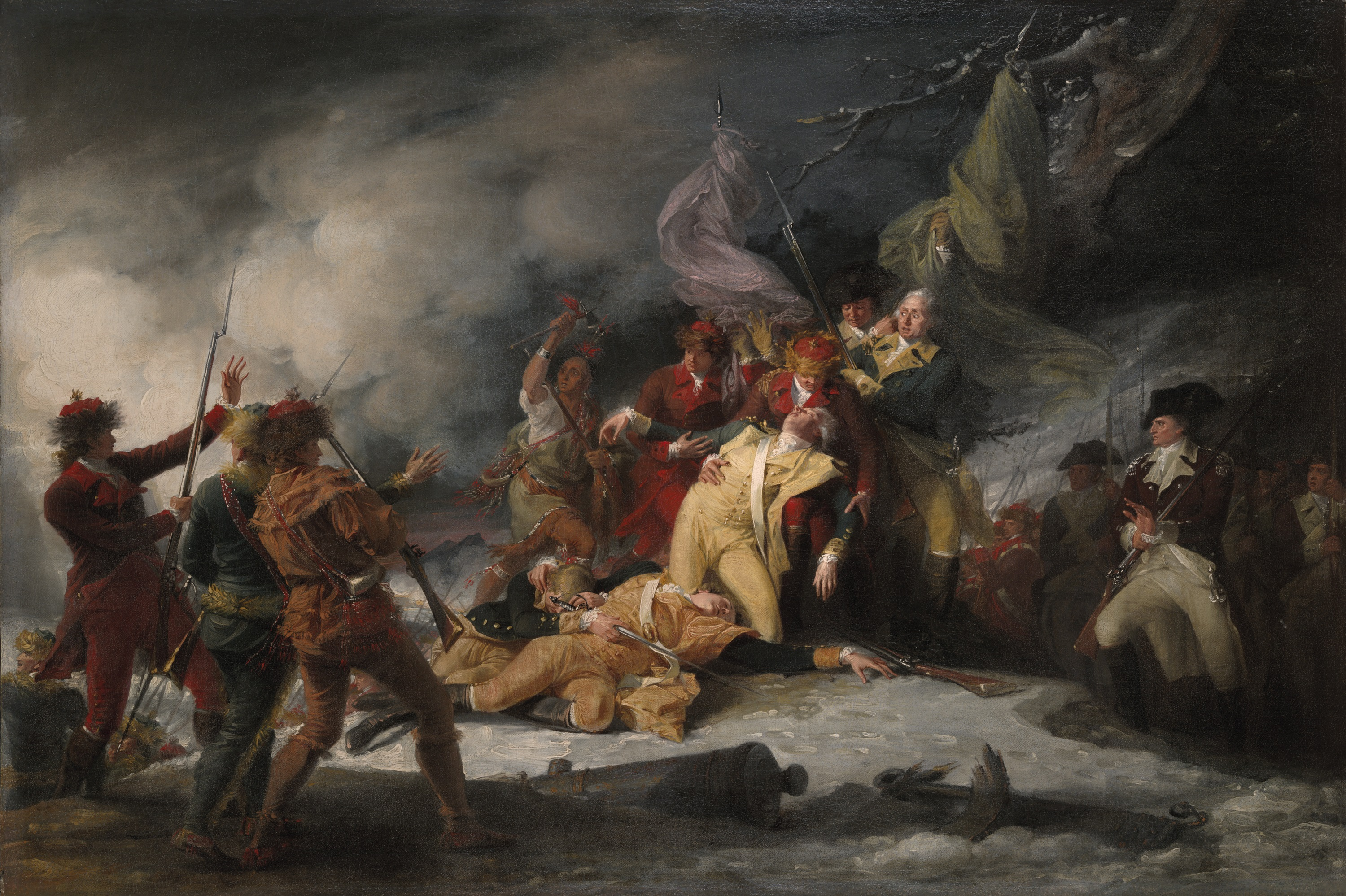
The Death of General Montgomery in the Attack on Quebec (Smrt generála Montgomeryho při útoku na Quebek), událost 31. prosince 1775, malováno 1786
Deklarace nezávislosti, událost 1776, malováno 1819
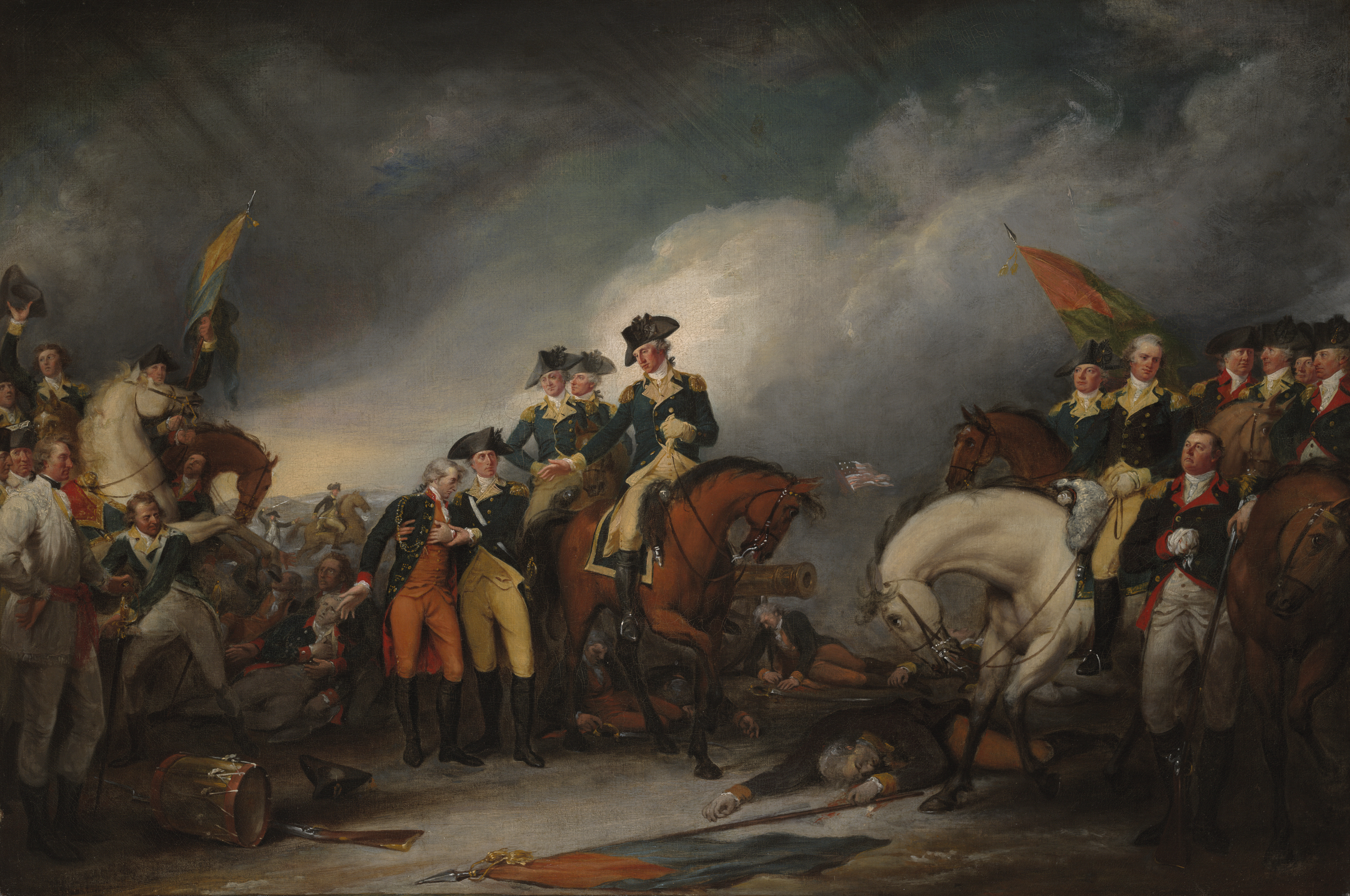
The Capture of the Hessians at Trenton, December 26, 1776 (Zajetí Hesenských v bitvě o Trentonu), událost 26. prosince 1776, malováno mezi lety 1786–1828
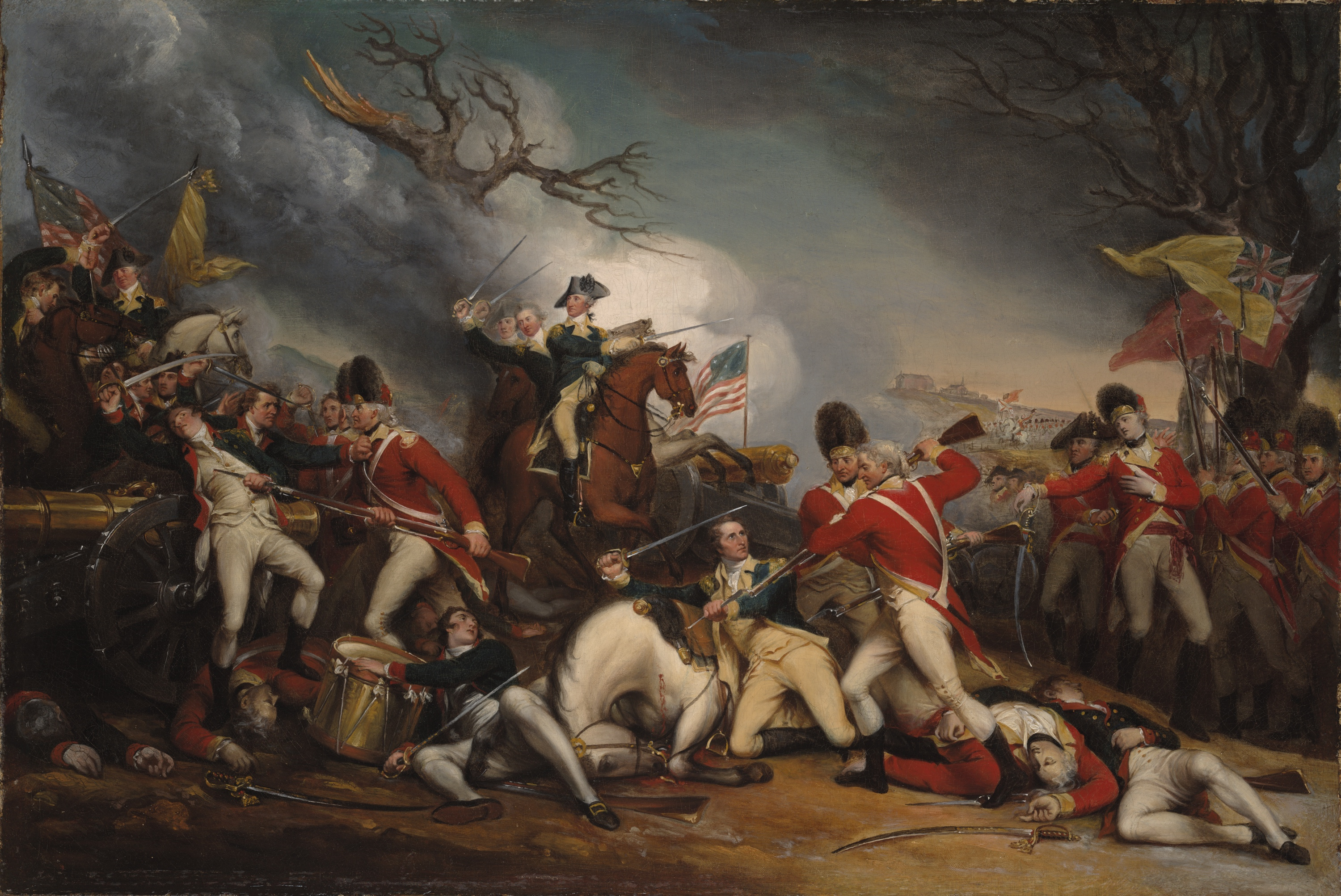
The Death of General Mercer at the Battle of Princeton (Smrt generála Mercera v bitvě o Princeton), událost leden 1777, mezi lety 1787–1831
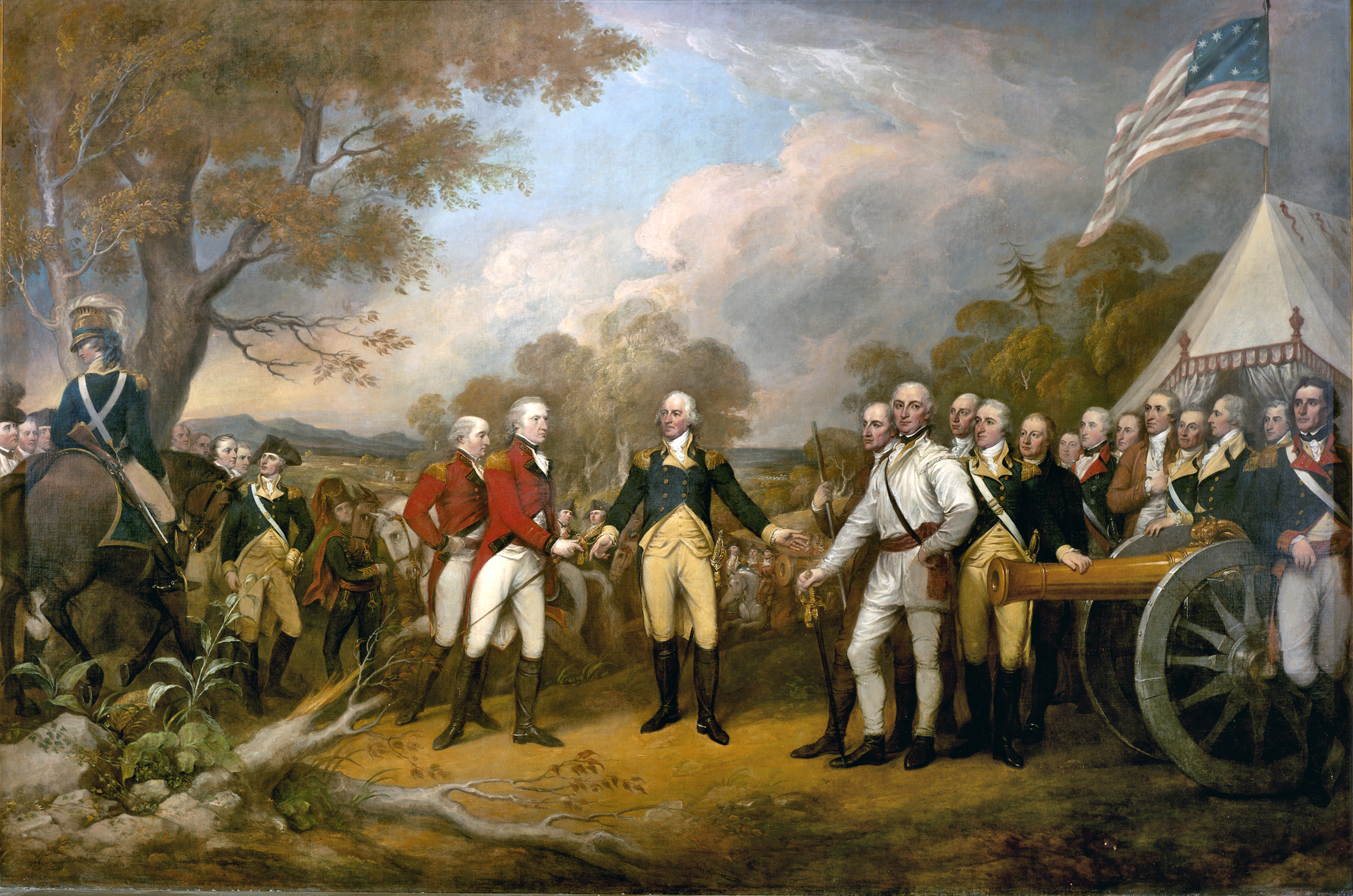
Surrender of General Burgoyne (Kapitulace generála Burgoyna), událost 1777, malováno 1821
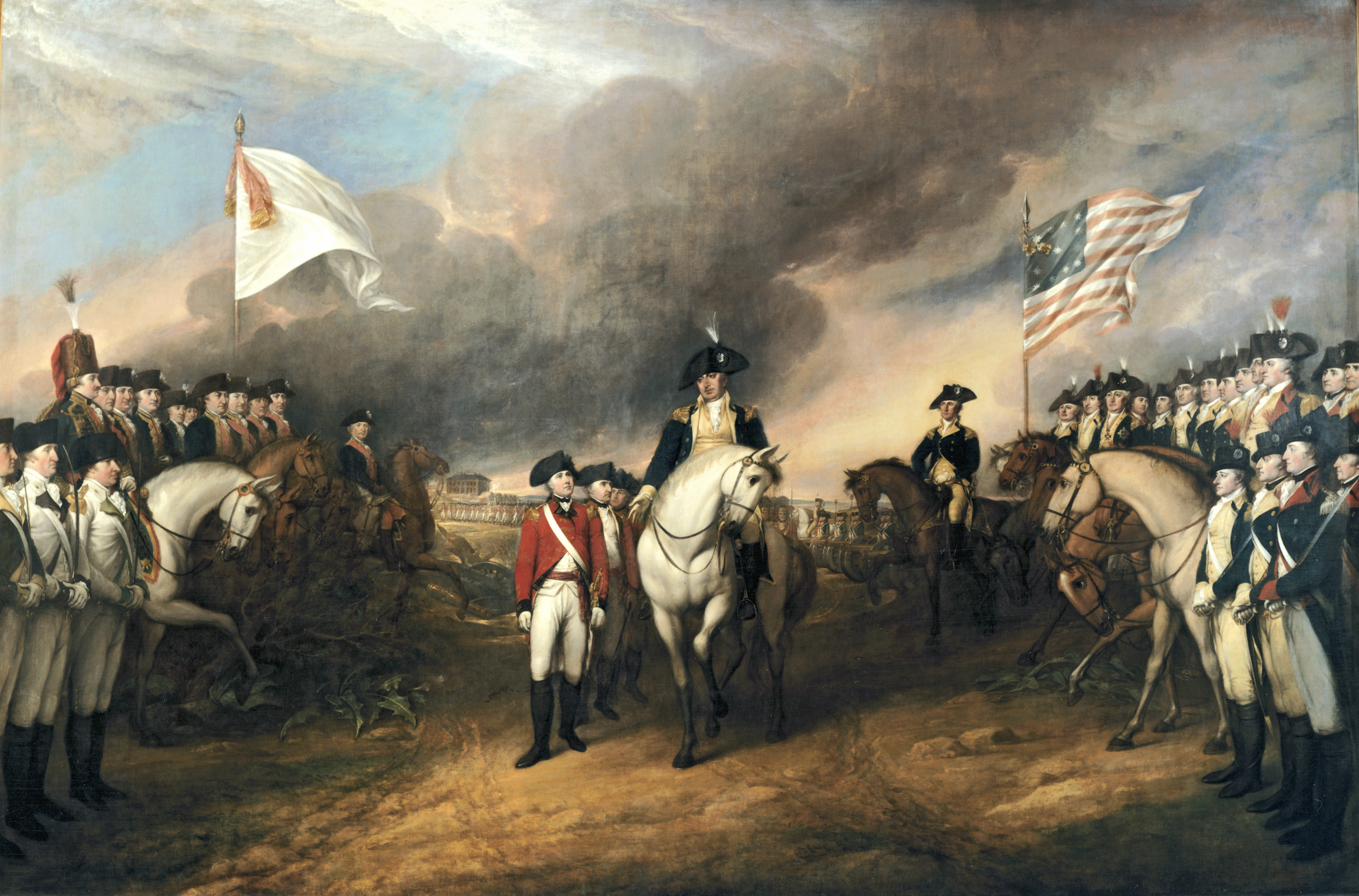
Surrender of Lord Cornwallis (Kapitulace lorda Cornwallise), událost 1781, malováno 1820
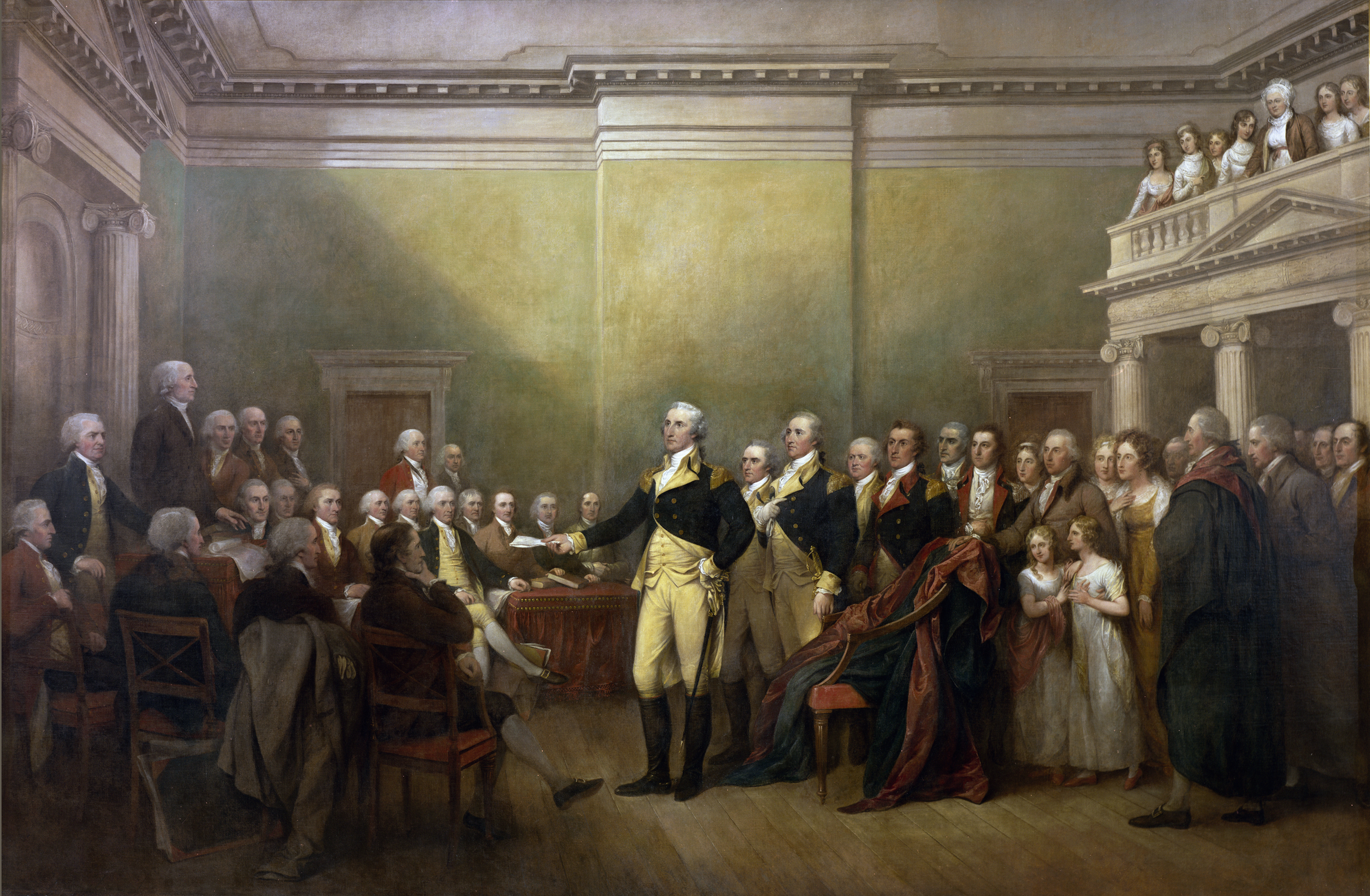
General George Washington Resigning His Commission (Generál George Washington podává rezignaci na funkci vrchního velitele kontinentální armaády), událost 23. prosince 1783, malováno 1824
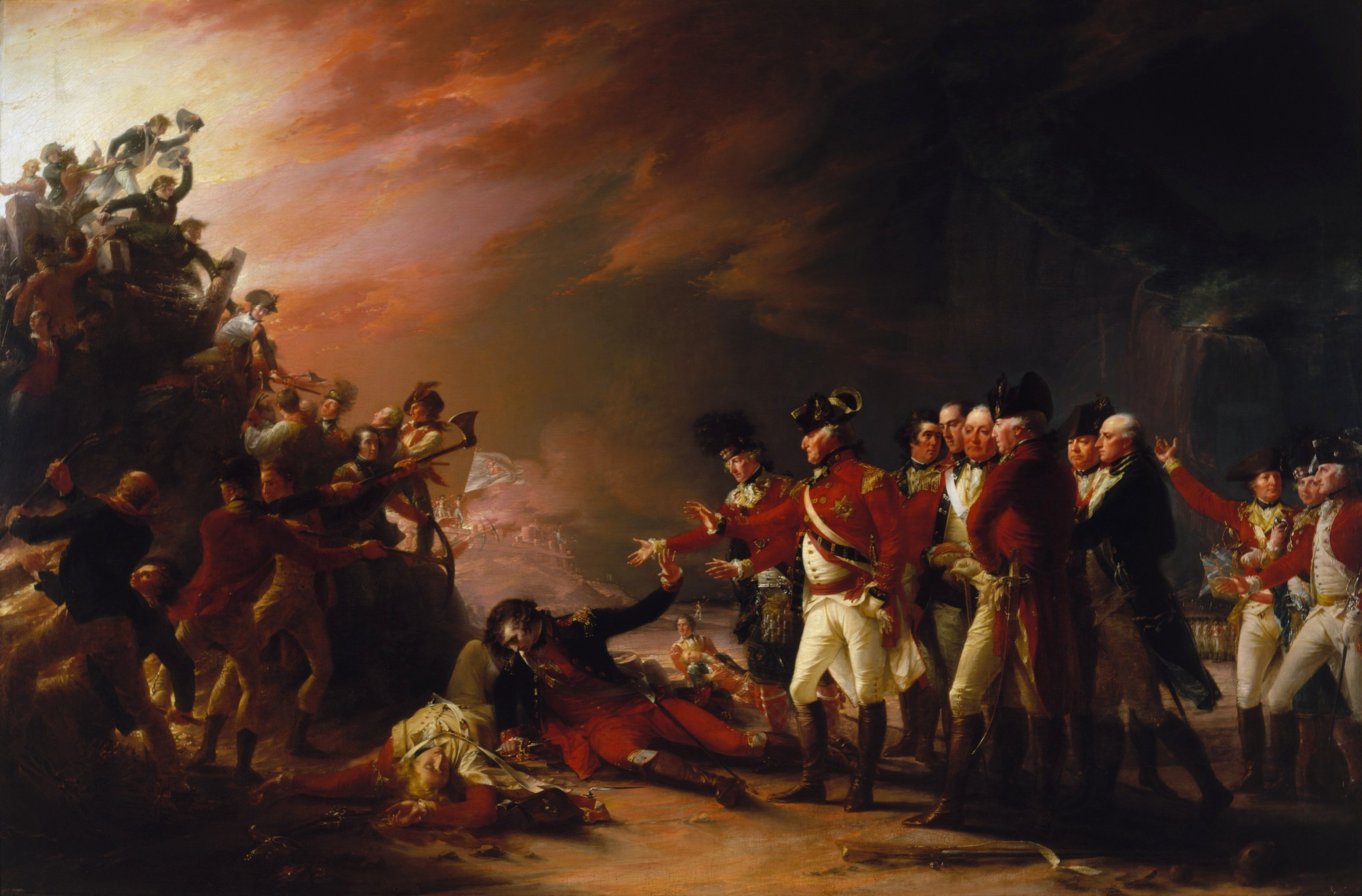
The Sortie Made by the Garrison of Gibraltar (Porážka španělské posádky Brity v bitvě o Gibraltar), 27. listopad 1781, malováno 1789

### Portréty

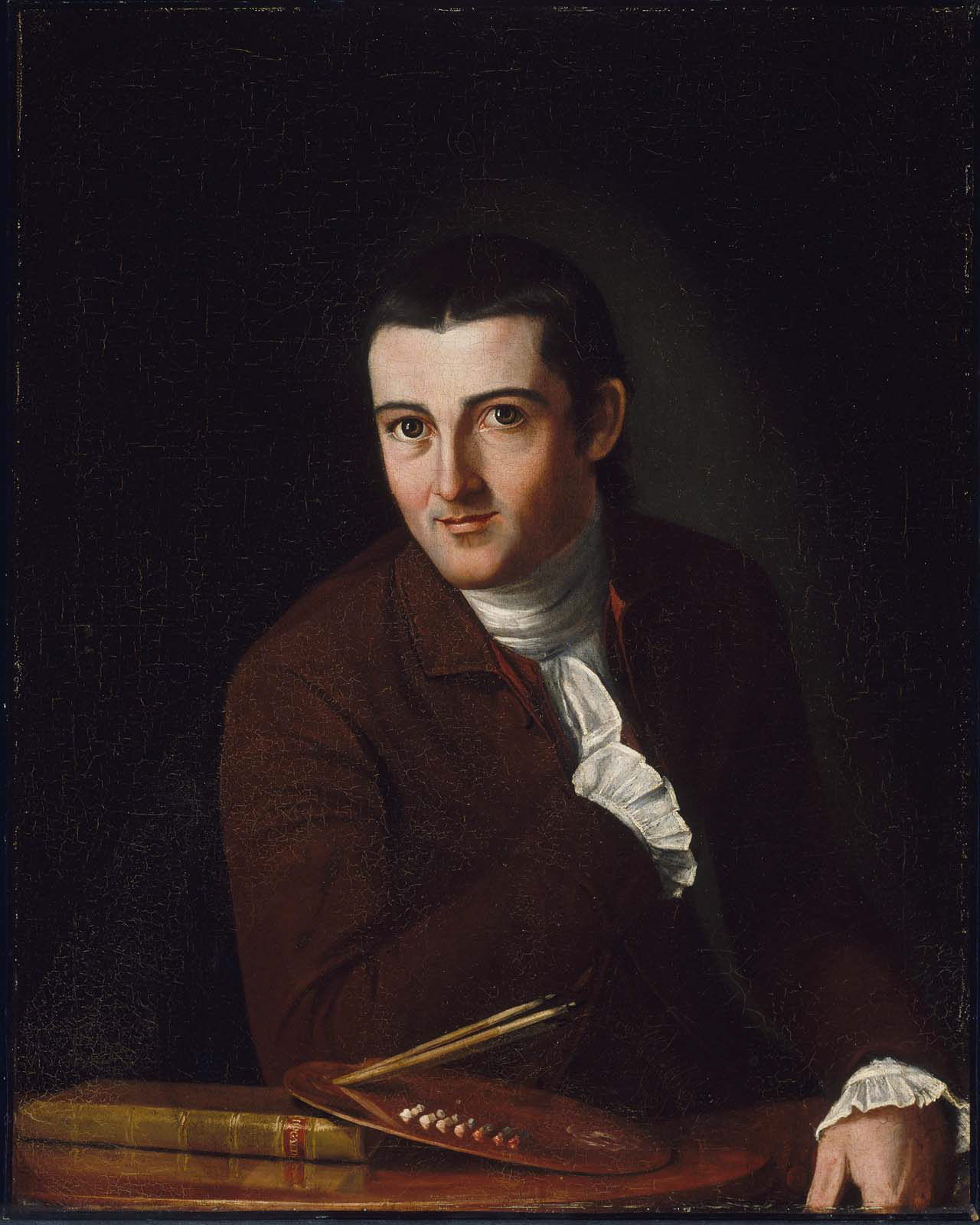
Autoportrét John Trumbull, 1777
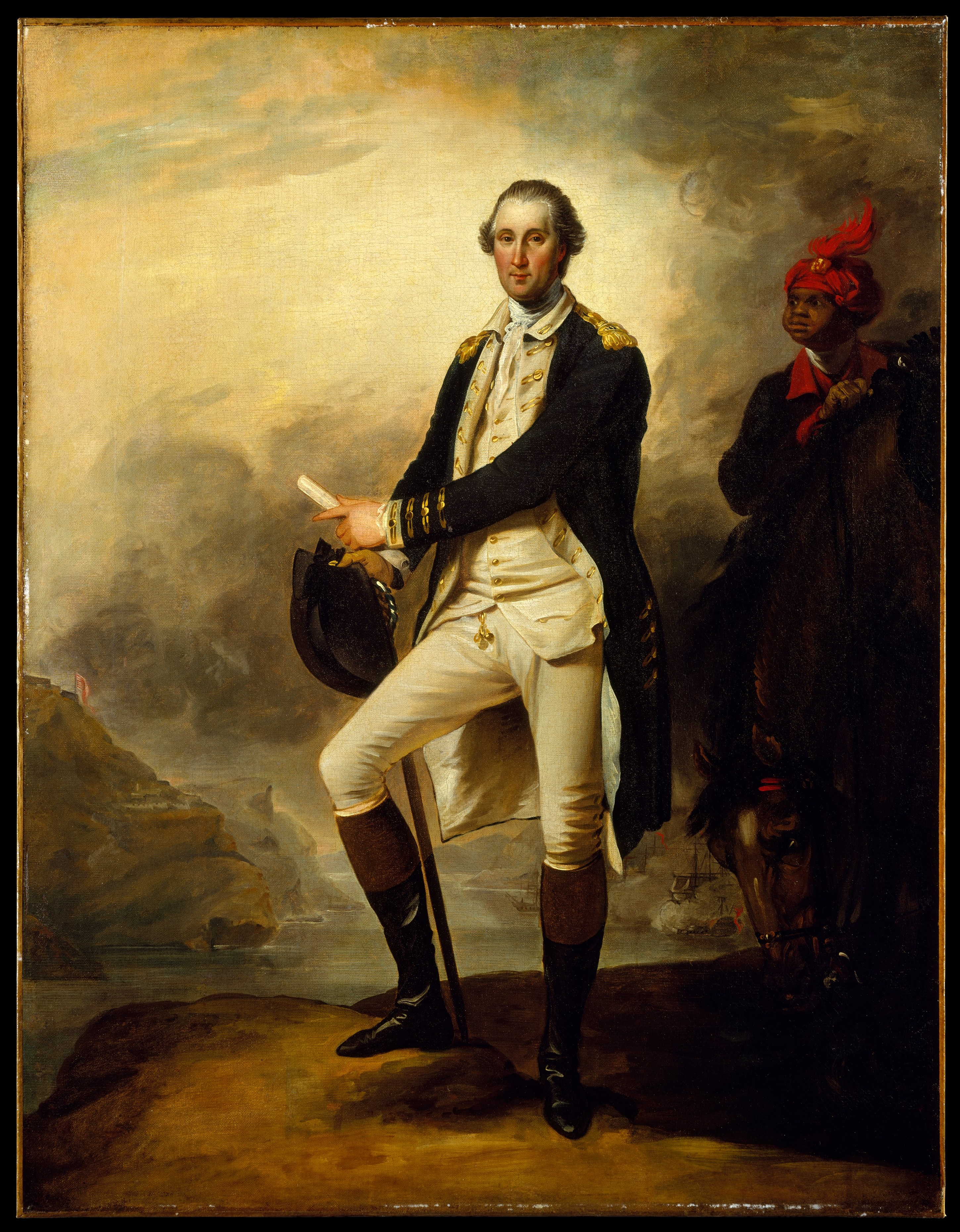
George Washington, 1780
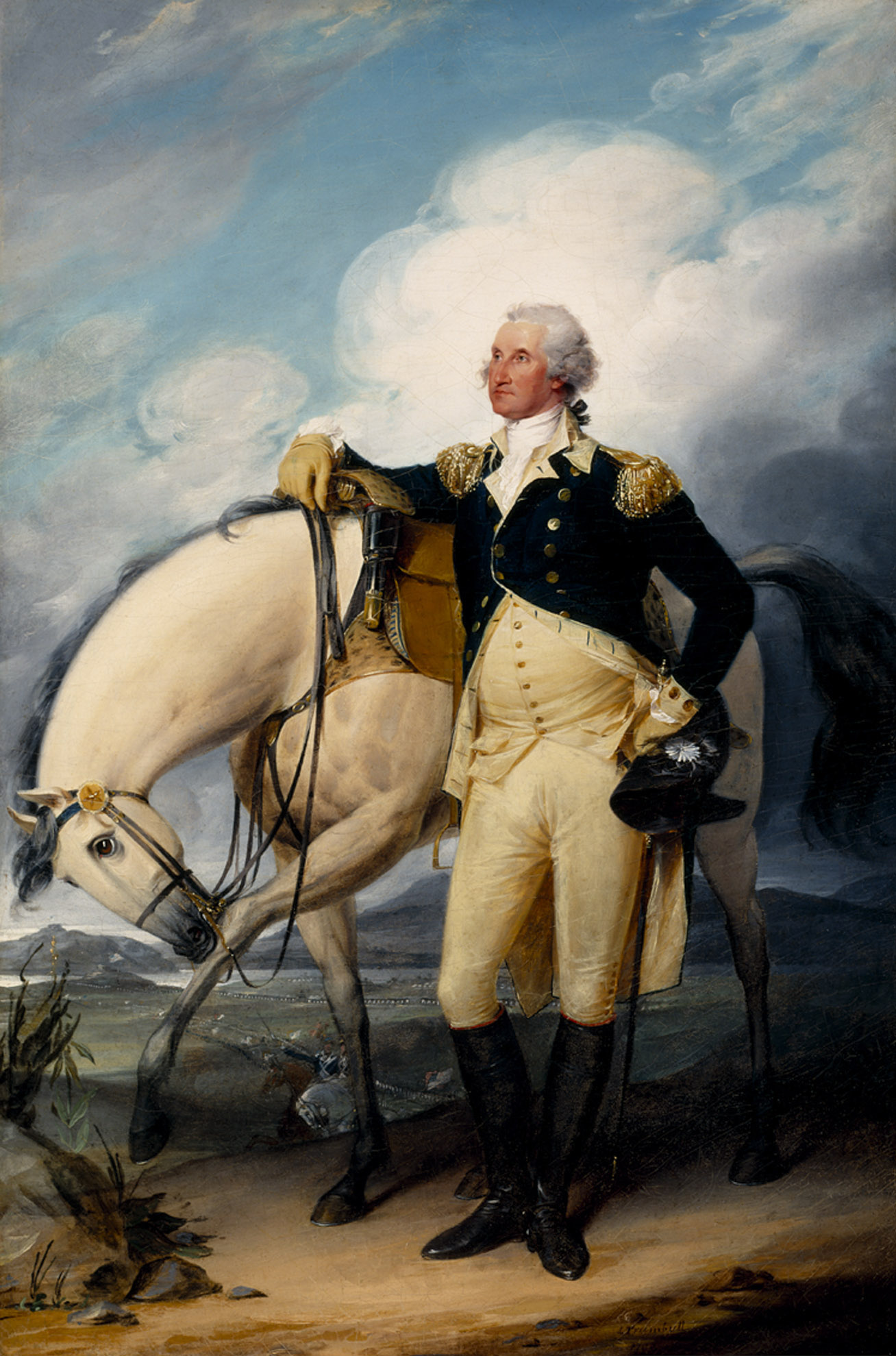
Washington na Verplanck's Point, 1790
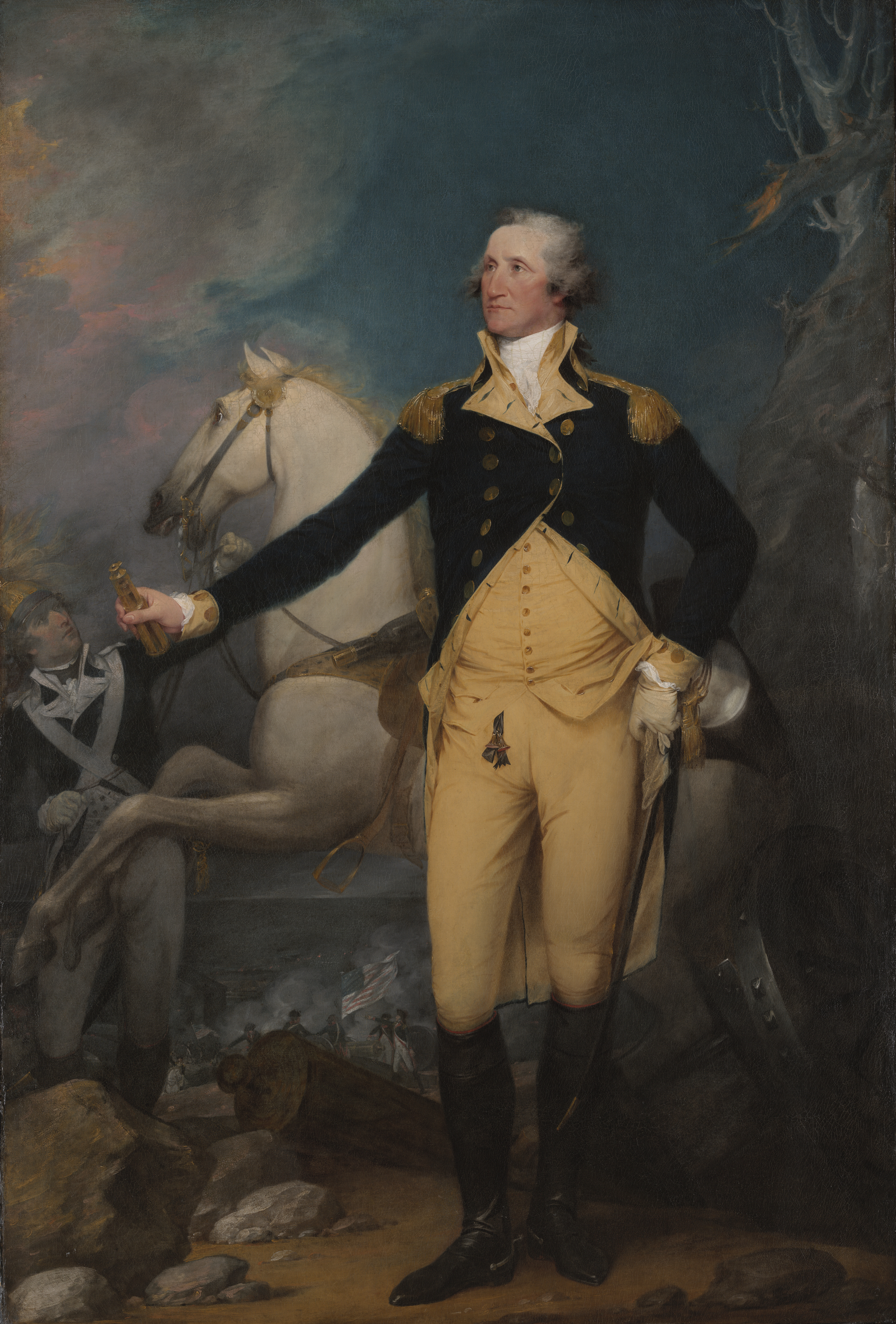
General George Washington at Trenton, 1792
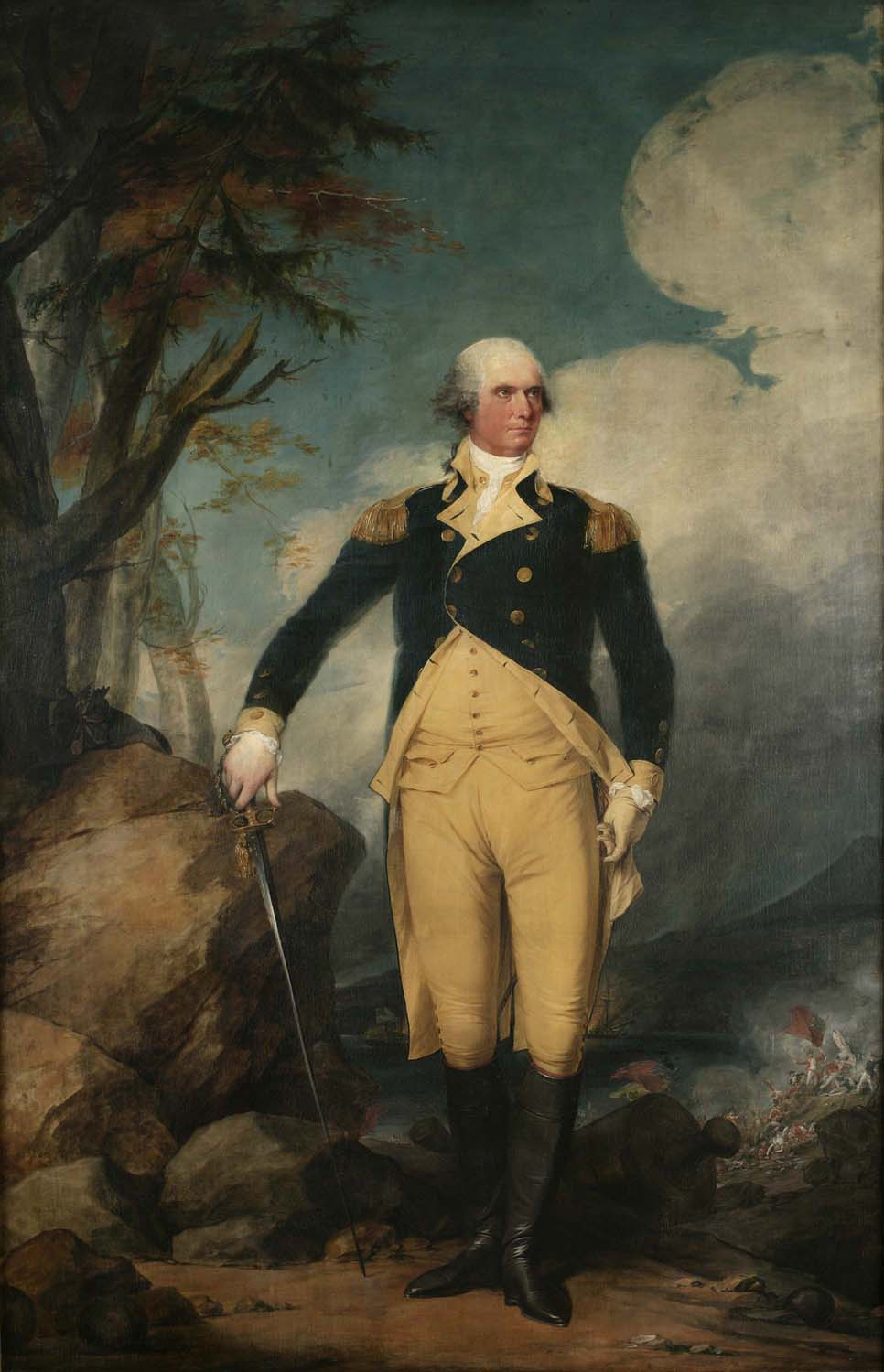
George Clinton, vicepresident, 1791
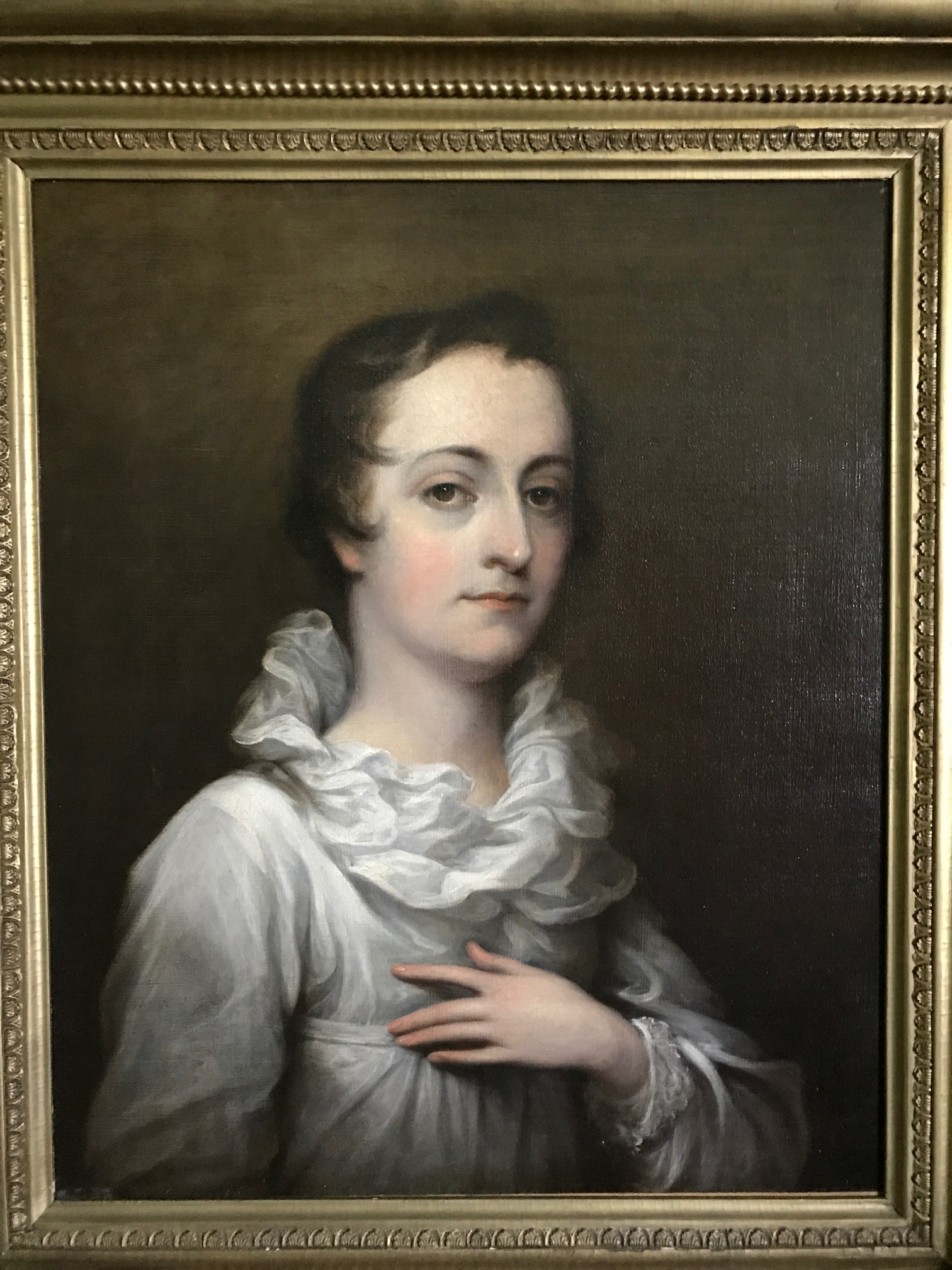
Lady in White (Žena v bílém)
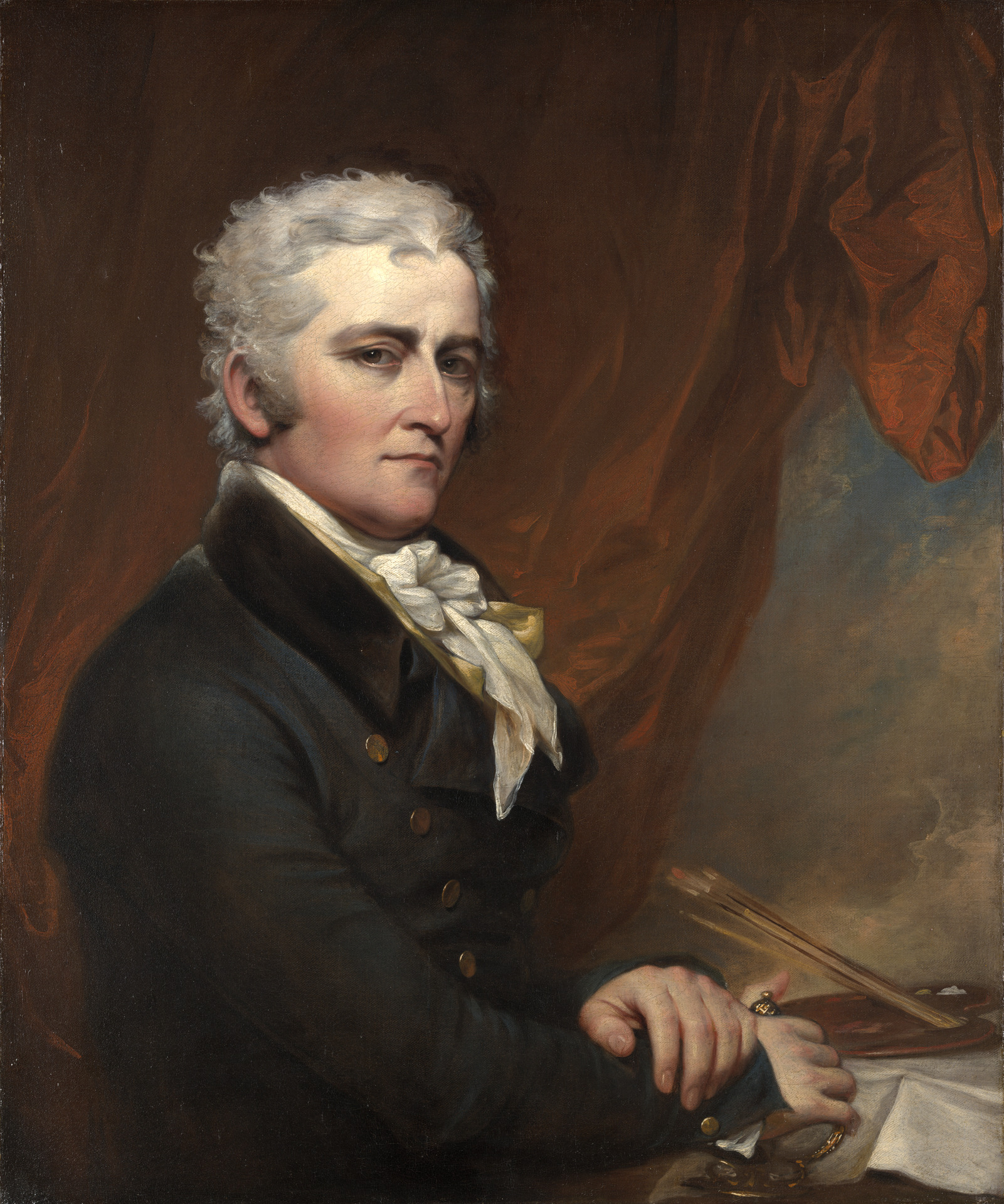
Autoportrét John Trumbull, kolem roku 1802
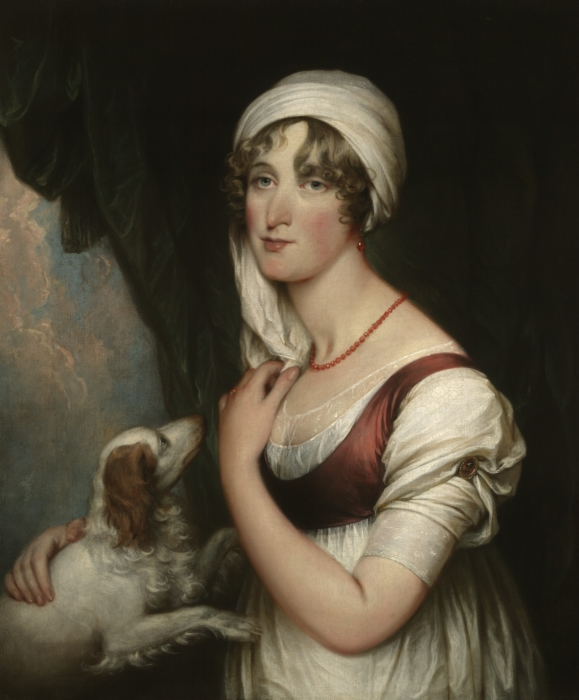
Mrs Sarah Trumbullse psem, 1802
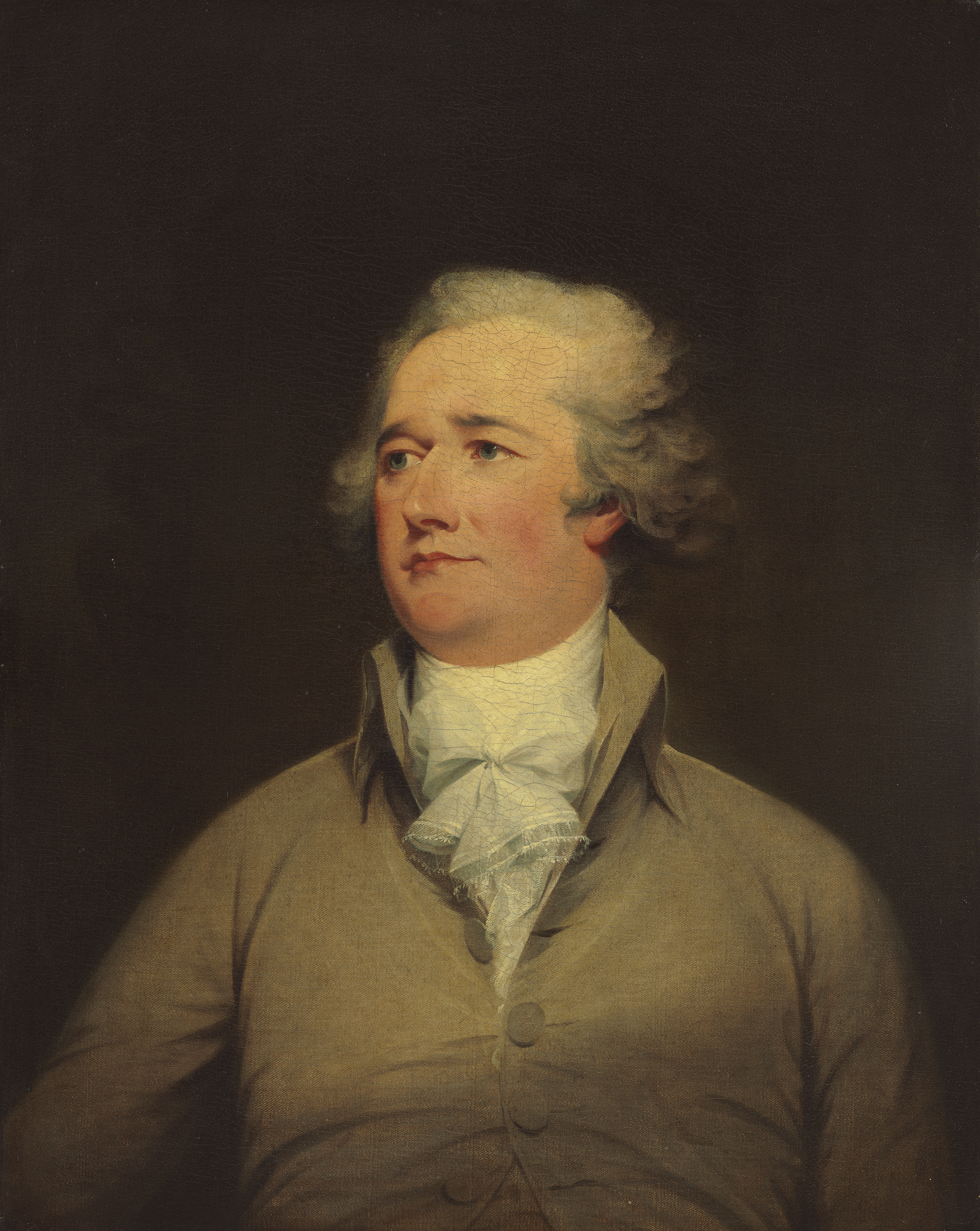
Alexander Hamilton, 1792
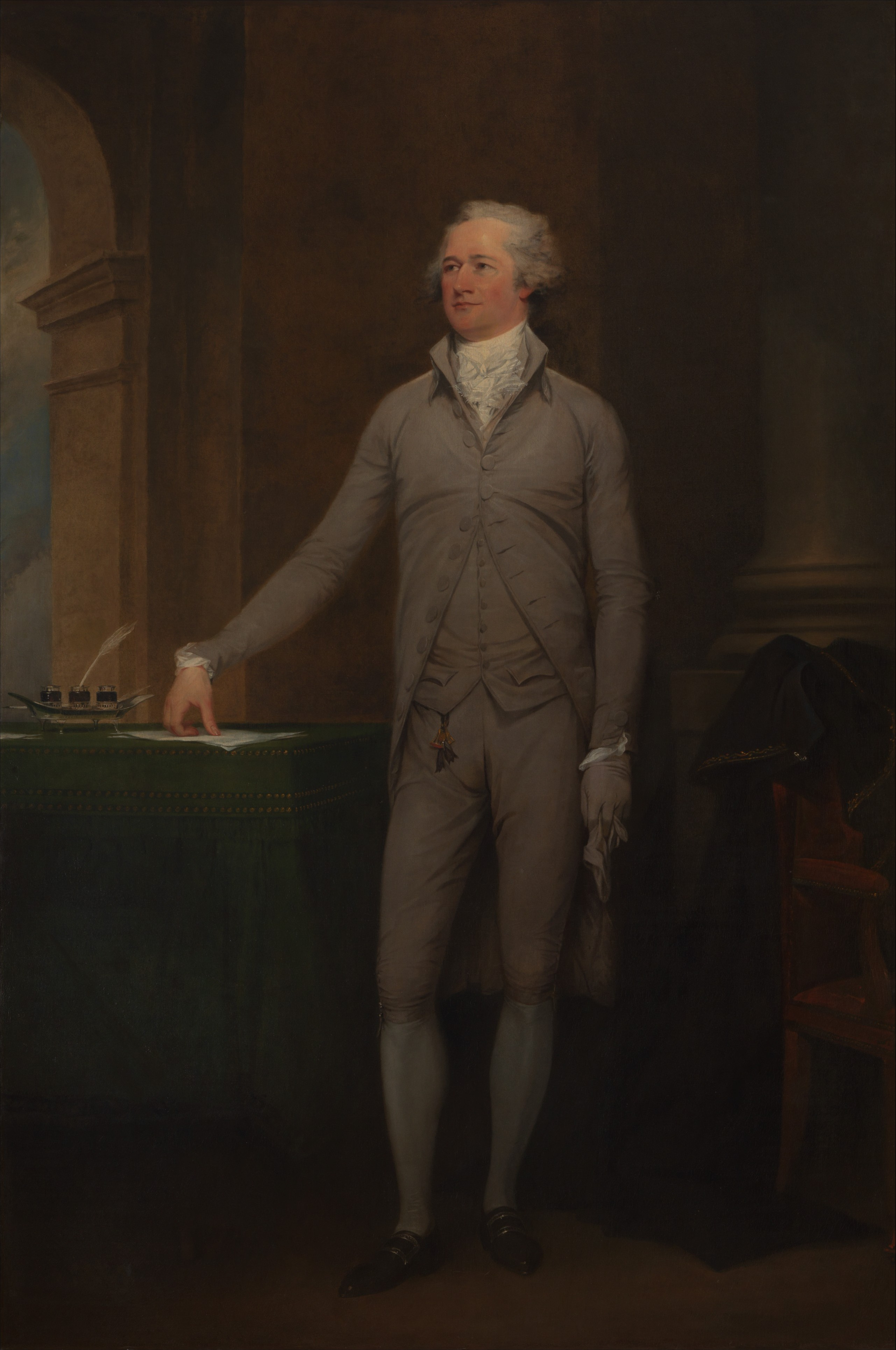
Alexander Hamilton, 1792
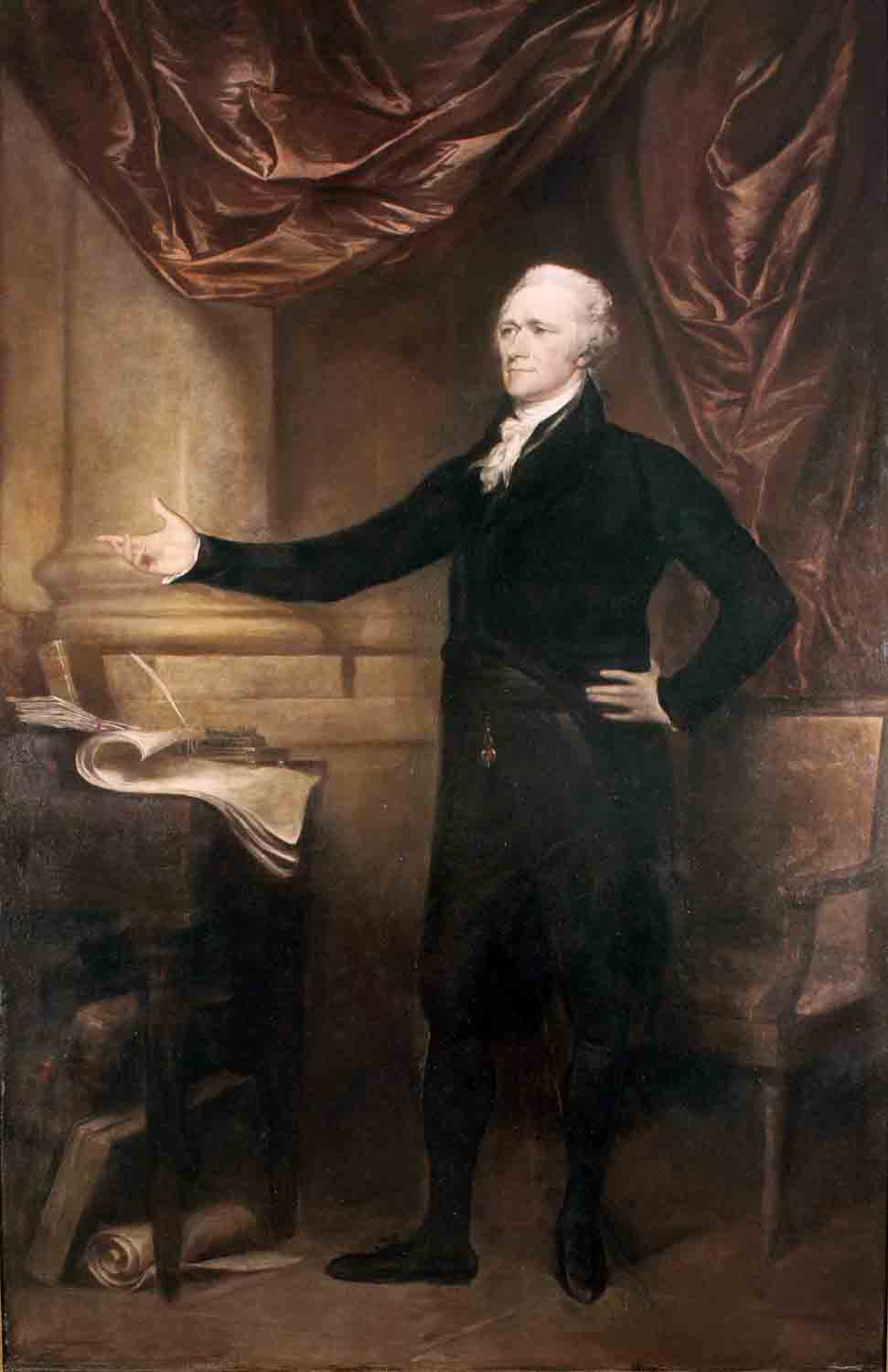
Alexander Hamilton, 1805
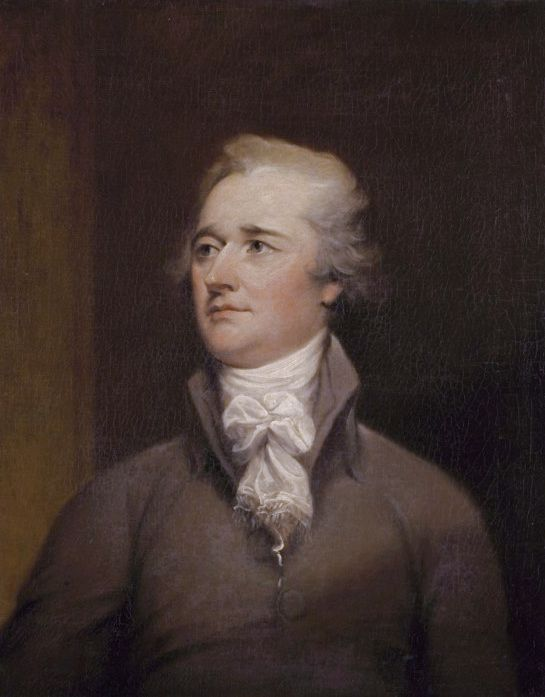
Alexander Hamilton, 1832

### Miniaturní portréty

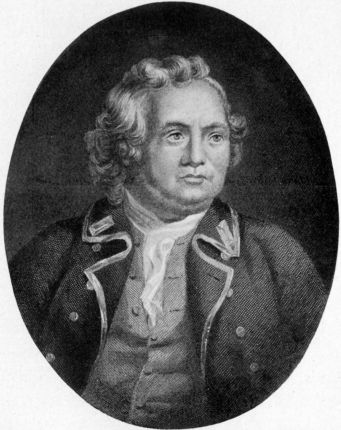
Israel Putnam, 1790
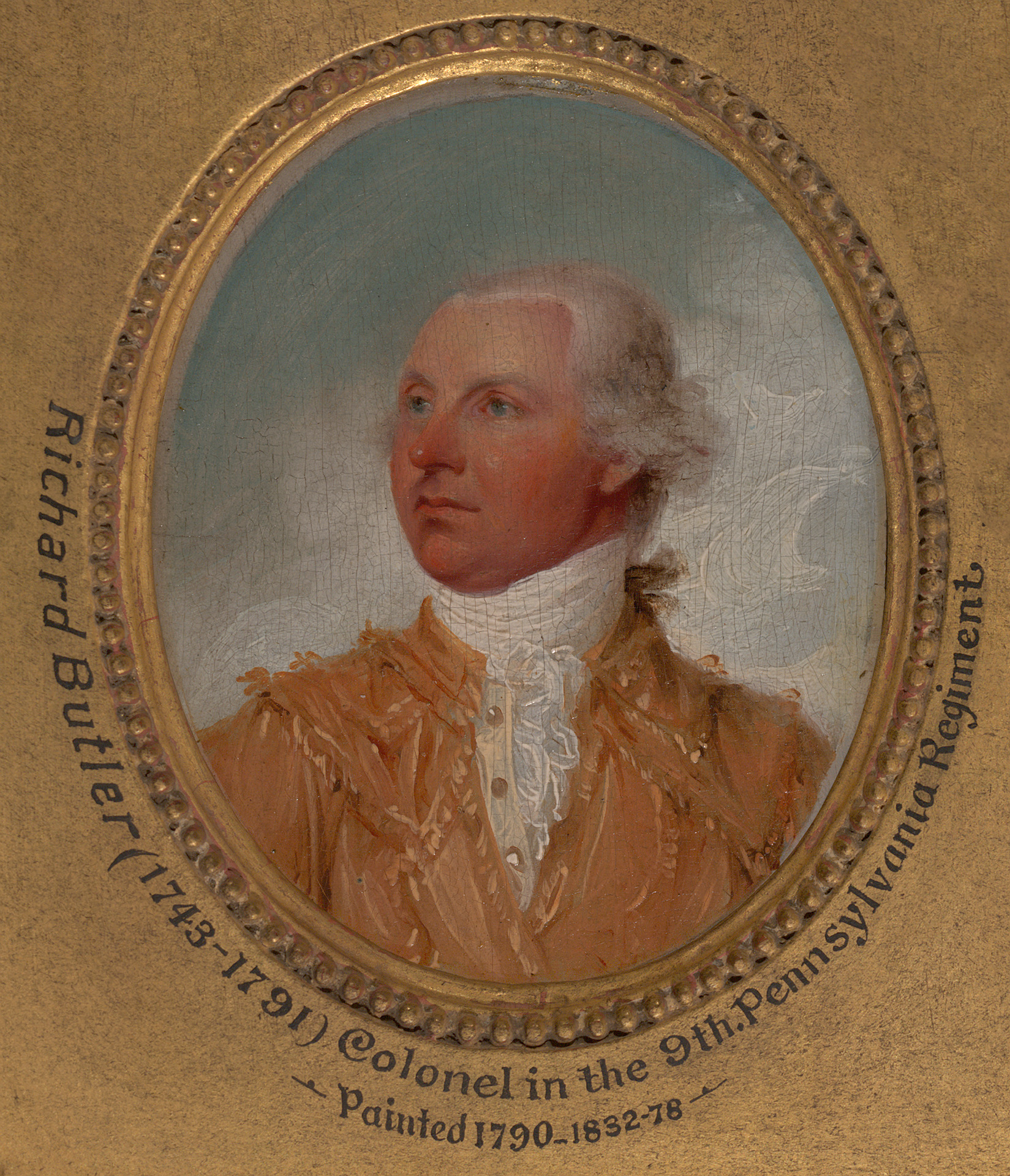
Richard Butler, general, 1790
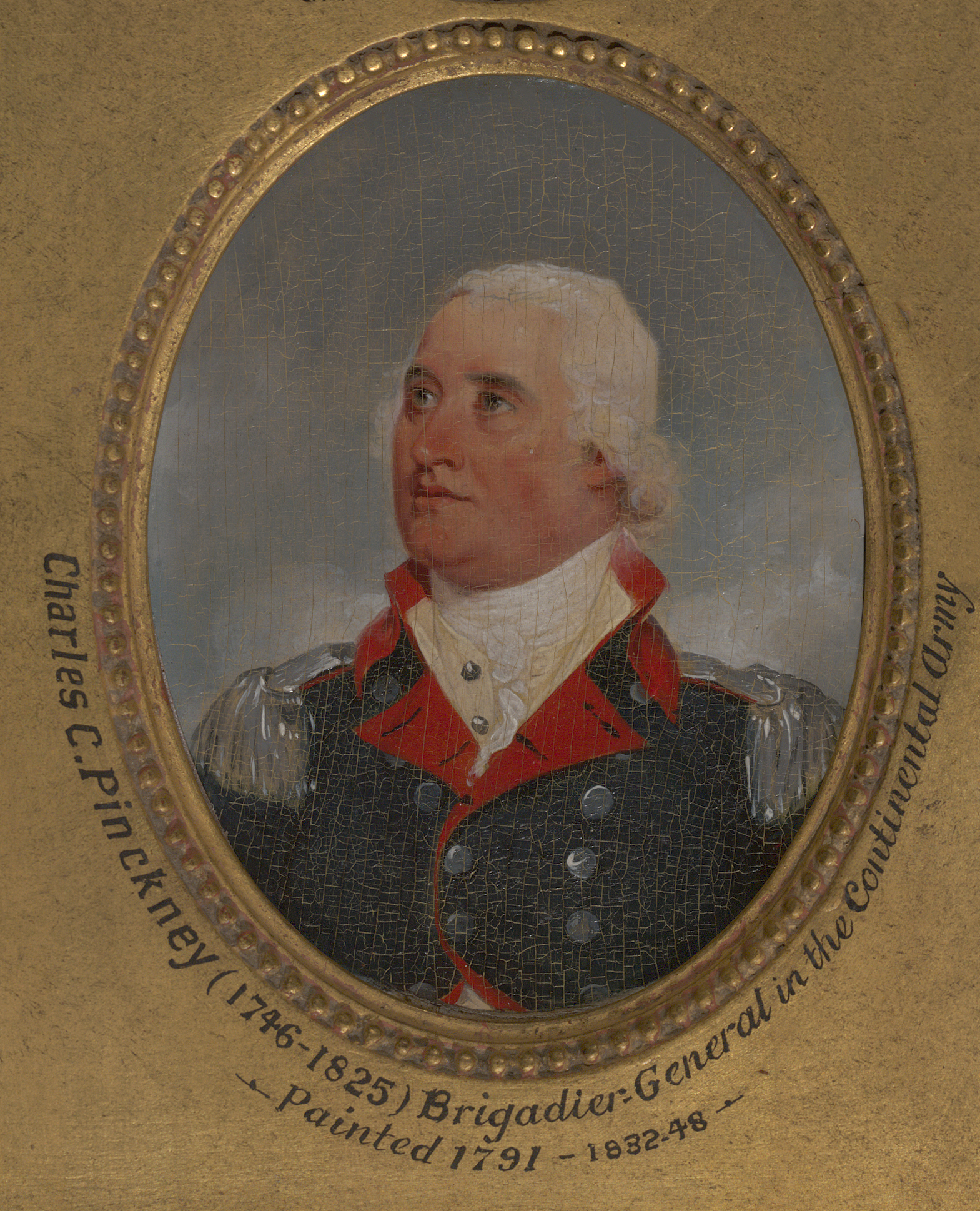
Charles Cotesworth Pinckney, 1791
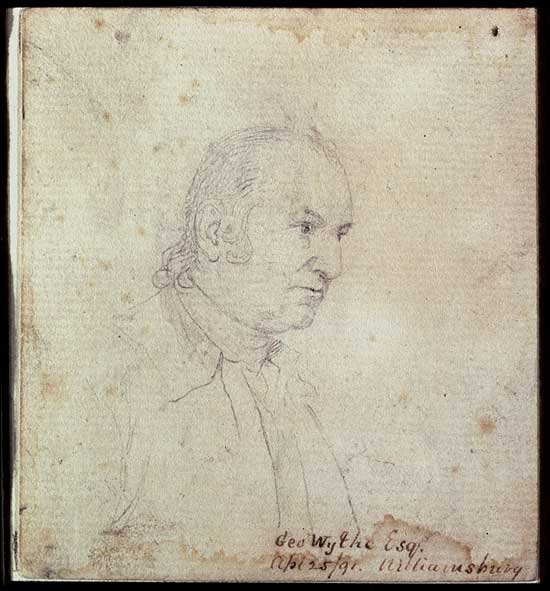
George Wythe, 1791